# Суровикин, Сергей Владимирович
Серге́й Влади́мирович Сурови́кин (род. 11 октября 1966, Новосибирск) — советский и российский военачальник.
Главнокомандующий воздушно-космическими силами Российской Федерации (2017—2023). Герой Российской Федерации (2017), генерал армии (2021), Герой ЛНР (2022). Как минимум с 2017 года являлся членом ЧВК «Вагнер», где был удостоен награды «Почётный член ЧВК Вагнер».
В июне 2022 года стало известно, что генерал Суровикин командует Южной группировкой российских войск в ходе вторжения России на Украину. С 8 октября 2022 года по 11 января 2023 года — командующий Объединённой группировкой российских войск на Украине. С 11 января 2023 по 22 августа 2023 года — заместитель командующего Объединённой группировкой российских войск на Украине.
Из-за вторжения России на Украину находится под международными санкциями Евросоюза, Великобритании и ряда других стран.

## Биография
Сергей Владимирович Суровикин родился 11 октября 1966 года в Новосибирске.
В 1987 году окончил с золотой медалью Омское высшее общевойсковое командное училище имени М. В. Фрунзе. По окончании училища проходил службу в должности командира мотострелкового взвода, командира мотострелковой роты во 2-й гвардейской мотострелковой дивизии. Участник Афганской войны в составе ограниченного контингента советских войск. В 1989 году на учениях Суровикин увел загоревшуюся БМП с боекомплектом от скопления военнослужащих, за что был награждён медалью.
В августе 1991 года в звании капитана исполнял обязанности командира 1-го мотострелкового батальона 2-й гвардейской мотострелковой дивизии. Батальон в составе 20 БМП-1 и одного БРДМ-2 был по приказу ГКЧП отправлен для выставления комендантских постов на Садовом кольце. Во время инцидента в тоннеле на Садовом кольце в ночь с 20 на 21 августа колонна была остановлена протестующими, на дороге были сооружены баррикады. Суровикин обращался с предупреждениями, что в БМП находятся боеприпасы, требовал пропустить колонну и произвёл два предупредительных выстрела вверх из табельного оружия. Затем с частью колонны (12 боевых машин) прорвался через завалы и ушёл с места конфликта, в то время как погибли трое протестующих: Дмитрий Комарь (раздавлен гусеницами при маневрировании БМП), Илья Кричевский и Владимир Усов (застрелены). Протестующими была сожжена одна БМП, ещё одна получила повреждения, 6 военнослужащих получили ранения, ожоги и травмы. После поражения ГКЧП Суровикин был арестован, около 7 месяцев находился под стражей во время предварительного следствия. В результате расследования обвинение с Суровикина было снято, так как он выполнял приказы командования. Более того, Суровикин был не просто освобождён, а повышен в звании по личному приказу президента России Бориса Ельцина. Разобравшись в действиях капитана Суровикина, Ельцин прямо сказал «… а майора Суровикина немедленно освободить», тем самым давая понять, что повышает его в звании за образцовое выполнение воинского долга.
Во время учёбы в Военной академии имени М. В. Фрунзе в сентябре 1995 года был признан военным судом Московского гарнизона виновным в пособничестве в приобретении и сбыте, а также ношении огнестрельного оружия и боеприпасов без соответствующего разрешения (ст. 17, ч. 1 ст. 218 УК РСФСР). Суровикин был приговорён к одному году лишения свободы условно, однако затем следствием была установлена его невиновность, после чего обвинение было снято, а судимость — погашена. 2012 году приговор был отменен «за отсутствием в деяниях составов преступлений».
В 1995 году с отличием окончил Военную академию имени М. В. Фрунзе. После академии служил в Таджикистане командиром мотострелкового батальона, затем начальником штаба 92-го мотострелкового полка, начальником штаба и командиром 149-го гвардейского мотострелкового полка, начальником штаба 201-й мотострелковой Гатчинской дивизии.
В 2002 году окончил с отличием Военную академию Генерального штаба Вооружённых сил Российской Федерации.
С 2002 по 2004 год — командир 34-й мотострелковой дивизии (Екатеринбург). Здесь Суровикин получил очередное поощрение — орден «За военные заслуги» за вывод дивизии в передовые. Только с его назначением на эту должность дивизия регулярно стала фигурировать в скандалах и уголовных сводках, связанных с мордобоем и даже убийствами. Именно здесь произошли два известных инцидента с избиением и убийством офицеров в кабинете Суровикина.
С 2004 года по 2005 год — командир 42-й гвардейской мотострелковой дивизии (Чечня). 21 февраля 2005 года, как заявили официальные лица, в результате обрушения стен и крыши старой птицефабрики в селе Пригородном погибли девять военнослужащих разведывательного подразделения 70-го полка и трое получили ранения. На вопрос, почему обрушилось строение, ответы представителей МВД, ФСБ и Минобороны были самыми разными — от виновности в том бандформирований до самообрушения. По официальной версии, боевики выстрелили из гранатомёта. Суровикин стал звездой телеэфира, поклявшись перед телекамерами, что за каждого погибшего бойца уничтожит трёх боевиков. Но журналисты из «Новой газеты» тогда же выяснили, что никакого боя и никакого обстрела не было, а кто-то из военнослужащих либо случайно выстрелил из гранатомёта внутри помещения, либо неосторожно обошёлся с миной. Согласно отчётам правозащитников, 4 июня 2005 года военнослужащие батальона «Восток» 42-й мотострелковой дивизии провели карательную операцию в станице Бороздиновская.
В 2005—2008 годы начальник штаба — первый заместитель командующего 20-й гвардейской общевойсковой армией (Воронеж); с апреля по ноябрь 2008 года — командующий 20-й гвардейской общевойсковой армией.
С ноября 2008 года по январь 2010 года — начальник Главного оперативного управления Генерального штаба ВС России; с 11 января по 10 декабря 2010 года — начальник штаба Приволжско-Уральского военного округа (Екатеринбург); с 10 декабря 2010 года по апрель 2012 года начальник штаба — первый заместитель командующего войсками Центрального военного округа. В декабре 2010 года ему было присвоено воинское звание генерал-лейтенанта.
В 2012 году руководил рабочей группой Минобороны России по созданию военной полиции с дальнейшей перспективой назначения на пост начальника Главного управления военной полиции. По результатам работы создал кадровый корпус новой структуры и вошёл в рейтинг Самых авторитетных людей России 2012 года по версии ВЦИОМ и журнала «Русский репортёр». С 27 октября 2012 по октябрь 2013 года начальник штаба — первый заместитель командующего войсками Восточного военного округа.
В октябре 2013 года назначен командующим войсками Восточного военного округа. 12 декабря 2013 года присвоено воинское звание генерал-полковника.
По утверждению российского оппозиционного политика Леонида Волкова, в 2014 году Суровикин, занимая должность командующего войсками Восточного военного округа, работал в Ростовской области, и руководил отправкой на войну на востоке Украины подчинённых ему танковых частей.
С марта по декабрь 2017 года — командующий Группировкой войск Вооружённых сил России в Сирии. Доклад правозащитной организации Human Rights Watch, опубликованный в октябре 2020 года, упоминает Суровикина как одного из командиров, возможно, несущего командную ответственность за военные преступления, в том числе атаки на дома, школы, больницы и публичные рынки, совершённые российскими войсками во время наступления в Идлибе 2019—2020 гг.
Указом президента России 31 октября 2017 года генерал-полковник Суровикин назначен на должность главнокомандующего Воздушно-космическими силами.
Является первым общевойсковым генералом, возглавившим этот вид войск, включающий военно-воздушные силы, войска противовоздушной и противоракетной обороны и космические войска. Член Коллегии Министерства обороны Российской Федерации. После нового назначения до середины декабря 2017 года продолжал находиться в Сирии и выполнять обязанности командующего группировкой. Руководил группировкой более девяти месяцев, дольше всех остальных командующих.
28 декабря 2017 года президент России Владимир Путин вручил генерал-полковнику Суровикину Золотую Звезду Героя Российской Федерации.
С января по апрель 2019 года — командующий Группировкой войск Вооружённых сил России в Сирии. Второе пребывание в этой должности. В совокупности Суровикин командовал российской группировкой войск в Сирии более года — дольше, чем любой из высших офицеров, занимавших этот пост.
16 августа 2021 года ему присвоено воинское звание генерала армии.

### Полномасштабное вторжение на Украину
24 июня 2022 года Минобороны России заявило, что Суровикин в качестве командующего Южной группы российских войск руководил окружением группировки ВСУ в городах Горское и Золотое Луганской области во время полномасштабного российского вторжения на Украину.

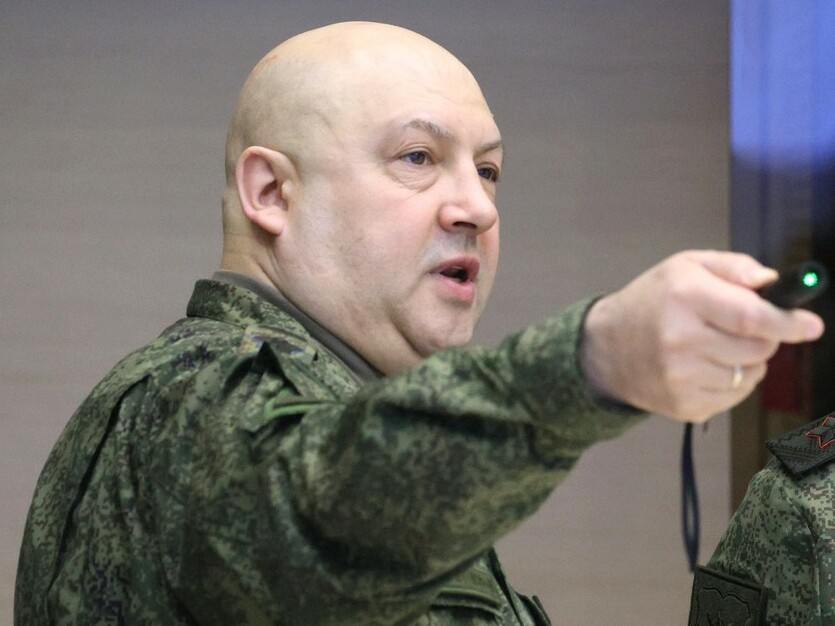
Сергей Суровикин в декабре 2022 года

8 октября 2022 года приказом Минобороны России был назначен командующим Объединённой группировкой войск на войне на Украине. При нём российская армия начала массовые обстрелы энергетической инфраструктуры Украины. С именем Суровикина ряд источников связывает сооружённую на оккупированных Россией территориях обширную сеть траншей, минных полей, заграждений из колючей проволоки, танковых ловушек и огневых позиций, предназначенных для торможения любой атаки, — иногда называемую «линией Суровикина».
11 января 2023 года Владимир Путин снял Суровикина с поста командующего Объединённой группировкой войск на Украине и назначил на эту должность начальника Генерального штаба Вооружённых Сил Российской Федерации — первого заместителя министра обороны России генерала армии Валерия Герасимова, а Суровикин стал его заместителем.
В мае издание The Economist отметило, что Суровикин уже несколько последних лет «представляет интересы» группы «Вагнера» в Минобороны России. Суровикин вместе с руководителем Вагнера Пригожиным спорили с министром обороны Шойгу и генералом Герасимовым насчет применяемых в ходе войны тактик. Аналитики хвалили Суровикина и Пригожина за некоторые успехи армии РФ на поле боя. Так, Суровикин хорошо справился с отводом практически окружённых формирований РФ из-под Херсона.

### Мятеж ЧВК «Вагнер»
В июне 2023 года во время мятежа Пригожина обратился к бойцам ЧВК «Вагнер», призвав их «остановиться». По данным разведки США, Суровикин знал о готовящемся восстании, которое в статье The New York Times называется попыткой силой сменить руководство Минобороны в лице Сергея Шойгу и Валерия Герасимова. Согласно The Wall Street Journal, некоторые командиры российских регулярных войск могли быть частью заговора. Неизвестно, поддержал ли Суровикин Пригожина. После начала мятежа генерал публично его осудил. С тех пор он события не комментировал, распространяются различные слухи о его местонахождении. По сообщениям The Moscow Times и ряда других СМИ, в июне 2023 года якобы арестован за помощь предпринимателю Евгению Пригожину в организации мятежа. Впоследствии информация об аресте Суровикина и его причастности к мятежу не нашла официальных подтверждений.
С 24 июня Суровикин перестал появляться в публичном пространстве, 22 августа федеральные информагентства со ссылкой на источники сообщили, что генерал освобождён от должности главкома Воздушно-космических сил, находится в отпуске, в распоряжении Министерства обороны РФ.

## Имущество
Согласно поданной декларации, генерал Суровикин не владеет недвижимостью, а пользуется чужими квартирами. Журналистское расследование обнаружило в собственности семьи таунхаус в Новой Москве стоимостью от 50 млн руб., зарегистрированный на жену (данные о собственниках засекречены Росреестром), и квартиру в Хорошёвском районе Москвы с засекреченными собственниками стоимостью ок. 40 млн руб. Ещё одна квартира, зарегистрированная на жену, оценивается в ок. 30 млн руб. Суммарно недвижимость во владении семьи на осень 2022 года оценивается в более чем 125 миллионов рублей.

## Инциденты
- В марте 2004 года помощник начальника отделения по воспитательной работе штаба дивизии подполковник Виктор Цибизов, без разрешения оставивший своё служебное место на 30 суток, чтобы выступить в качестве наблюдателя в избирательном штабе кандидата в депутаты Госдумы Е. Зяблецева по 162-му Верх-Исетскому избирательному округу, который возглавляла его же супруга на выборах, обвинил командира дивизии генерал-майора Суровикина в избиении по политическим мотивам[56]. Суровикин первым подал заявление в Военную прокуратуру с просьбой возбудить уголовное дело по причине продолжительного оставления подчинённым места службы[57].

…Даже 10-дневное отсутствие на службе для офицера является тяжким воинским преступлением, дезертирством. Не говоря уже о запрещённой в войсках агитации в пользу того или иного кандидата. Кроме названных В. Цибизовым лиц, никаких свидетелей и очевидцев происшедшего не было. Собственный источник «Известий» сообщает лишь о такой детали: в избирательном штабе Зяблицева официально работала супруга подполковника, а сам он никем, в соответствии с законом о военной службе — там не числился.— Подполковник обвиняет генерала в избиении из-за политических взглядов // Известия.ру
По заявлению журналистам, комдив не отдавал приказ об избиении Цибизова, тем более сам в нём не участвовал. По сведениям газеты «Коммерсантъ», подполковник В. Цибизов забрал заявление из военной прокуратуры.

О 36-летнем генерале Суровикине в «штабе округа отзываются как о серьёзном, целеустремлённом офицере», вверенную ему мотострелковую дивизию за короткий срок из отстающей он вывел в состояние постоянной боевой готовности. Дисциплину, по рассказам его коллег, он навёл «железной рукой — в армии иначе нельзя».
- В апреле 2004 года в кабинете командира дивизии генерал-майора Суровикина в присутствии его самого и заместителя командующего войсками округа застрелился заместитель командира дивизии по вооружению полковник Андрей Штакал[b].

Не исключено, что поводом для суицида стала неудовлетворительная оценка действий полковника. Как отметили в военной прокуратуре, в ходе проверки, которую недавно начала комиссия главкома в 32-м военном городке (дислоцируется в Екатеринбурге), к офицеру уже предъявили претензии. В частности, были выявлены недочёты в подготовке техники к боевым действиям. В ходе следствия обнаружено, что Штакал совершил самоубийство не из своего табельного пистолета Макарова, а из чужого, которое якобы принадлежало некоему офицеру Бочкину. По одной из версий, Бочкин отдал свой наградной пистолет Штакалу для того, чтобы тот сдал его на склад. Но замкомдива почему-то не сделал этого. Неожиданный предварительный вывод сделали и специалисты по судебно-медицинской экспертизе: характер раны застрелившегося полковника указывает на то, что он, мол, не хотел покончить жизнь самоубийством, а намеревался лишь имитировать его, но не рассчитал «угол приложения оружия к виску».— Офицер покончил самоубийством после разговора с генералом // Коммерсантъ (Екатеринбург)

### Мистификации
14 ноября 2022 года депутат Законодательного Собрания Приморского края Александр Захаров заявил местным СМИ, что Владимир Суровикин, героически погибший при уводе в 1966 году самолёта с заглохшим двигателем от жилых домов, является отцом Сергея Суровикина. Спустя несколько дней военный корреспондент ВГТРК Александр Сладков распространил аналогичную историю, что породило массу публикаций в российских СМИ — «Комсомольской правде», «Московском комсомольце», телеканале «Царьград» и др. Однако позднее правнук Владимира Суровикина сообщил, что Сергей Суровикин не находится в родстве с лётчиком-героем, у которого не было сыновей.

## Санкции
23 февраля 2022 года, за день до начала вторжения России на Украину, внесён в санкционный список Евросоюза «за активную поддержку и реализацию действий и политики, которые подрывают и угрожают территориальной целостности, суверенитету и независимости Украины, а также стабильности и безопасности на Украине», кроме того «отвечает за воздушные операции на территории Украины».
14 марта 2022 года Суровикин внесён в санкционный список Канады «близких соратников режима» за «содействие и поддержку выбора президента Путина вторгнуться в мирную и суверенную страну».
По аналогичным основаниям 15 марта 2022 года внесён в санкционный список Великобритании, а также находится в санкционных списках Швейцарии, Австралии, Новой Зеландии, Украины и Японии.
24 февраля 2023 года Госдеп США ввёл блокирующие санкции в отношении супруги Суровикина Анны Борисовны Суровикиной, также под санкции попали связанные с ней компании: «Искусство Красоты», «Аргус Холдинг» и другие.

## Оценки
По сообщениям ряда СМИ, Суровикин имеет прозвища «Генерал Армагеддон» и «Сирийский мясник». Издание Politico в статье «Сможет ли путинский „сирийский мясник“ спасти Россию от ещё одного разгрома» написало, что Суровикину «не привыкать к террору и массовым убийствам». Организация привела оценку западных военных чиновников и аналитиков, что уже есть признаки большей тактической слаженности, чем при его предшественнике генерале Александре Дворникове. Высокопоставленный офицер британской военной разведки сообщил Politico, что «Его военная тактика полностью нарушает правила ведения войны, но, к сожалению, она доказала свою эффективность в Сирии». Он также заявил, что как военный стратег Суровикин «имеет репутацию эффективного, хотя и беспощадного».
Экс-глава миссии посольства США в Саудовской Аравии Дэвид Х. Ранделл и бывший политический советник Центрального командования США Майкл Гфеллер в совместной статье в Newsweek сравнили Суровикина с американским генералом Уильямом Шерманом, с помощью которого Авраам Линкольн завершил Гражданскую войну в США. По словам авторов, Владимир Путин передал общее командование Суровикину, решив сменить стратегию из-за массированного военного и экономического вмешательства Запада. «Президент России собирается выпустить своего генерала Шермана и заставить выть Украину», — написали они. По их словам, Суровикин объявил, что полумер не будет, и начал уничтожать инфраструктуру противника. Точно так же, по мнению авторов, в своё время поступил и генерал Шерман, разрушая железнодорожную сеть врага. Похоже, пишут они, командующий Суровикин согласен с Шерманом в том, что «война — это жестокость, и её нельзя улучшить».
Главнокомандующий ВСУ Валерий Залужный высказал критическое мнение: «При всём уважении к господину Суровикину, если посмотреть на него, то он обычный командир петровских времён, скажем так, держиморда. Смотришь на него и понимаешь, что либо ты выполняешь задание, либо тебе конец».
По мнению аналитиков The Telegraph, организаторские способности и беспощадность Суровикина делают его опасным противником для украинской армии. Дара Массикот, старший научный сотрудник Rand Corporation, считает, что Суровикин «это самый компетентный командир из тех, которые назначались до этого Россией». Издание отмечает, что Суровикин смог добиться у Владимира Путина разрешения на отступление из Херсона. Вопреки многим прогнозам, ему удалось вывести войска без «кровавой бани» для отступающих сил. После отступления российские солдаты вырыли сеть траншей, которые используют естественную оборону Днепра, и украинским силам будет трудно их прорвать.
The New York Times в конце декабря 2022 года привело мнения официальных американских лиц о том, что Сергей Суровикин более эффективно проводит сложные военные операции. В качестве примера была приведена операция по отводу войск из Херсона. Генерал настоял на ней, и это позволило российским войскам использовать реку Днепр для защиты от дальнейшего нападения Украины. По словам американских официальных лиц, вся эта операция продемонстрировала изощренную военную хитрость, которой прежде не хватало российским военным, — это является ключевым примером того, как Россия усвоила уроки. Суровикин, по мнению источников The New York Times, теперь использует стратегию, в которой упор делается на стратегическую оборону. Издание отмечает, что ему удалось улучшить оборону и дисциплинировать российские войска, дислоцированные на юге и востоке Украины.
Дара Массикот, старший научный сотрудник RAND Corporation заявила, что генерал Суровикин также экспериментировал с новой тактикой для российских ВВС. Например с тем, как они запускают ракеты по Украине, чтобы сбить с толку её ПВО.
Институт изучения войны отмечает что «воздушная кампания Суровикина» направленная против украинской гражданской инфраструктуры на Украине провалилась, принеся лишь страдания украинскому гражданскому населению, при этом Суровикин израсходовал большую часть оставшихся у России запасов высокоточных ракет.

## Семья
Женат, три дочери и сын — Вероника, Нина, Алла, Марк.

## Награды

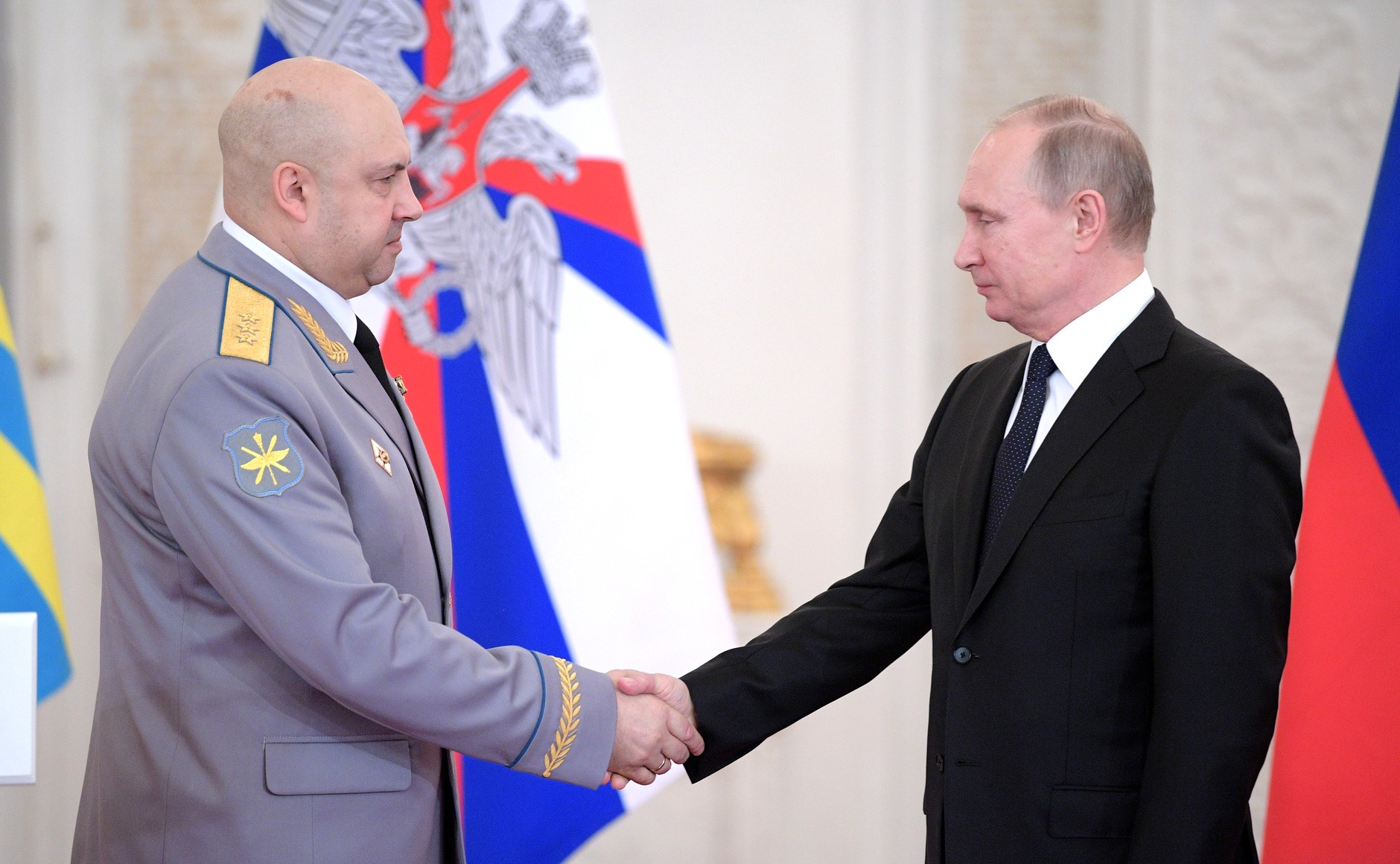
На церемонии вручения Золотой Звезды Героя Российской Федерации.
Москва, Кремль, 28 декабря 2017 года

- Герой Российской Федерации (8 декабря 2017) — «за мужество и героизм, проявленные при выполнении воинского долга в Сирийской Арабской Республике»,
- Герой Луганской Народной Республики (2022)[86],
- Орден Святого Георгия III[87], IV степени[88],
- Три ордена Мужества,
- Орден «За военные заслуги»,
- Медаль ордена «За заслуги перед Отечеством» I степени,
- Медаль ордена «За заслуги перед Отечеством» II степени,
- Медаль «За отвагу»,
- Медаль «За боевые заслуги»,
- Медаль «Участнику военной операции в Сирии»,
- Медали СССР,
- Медали РФ,
- Орден Дружбы народов (31 марта 2010 года, Белоруссия) — за значительный личный вклад в укрепление мира, дружественных отношений и сотрудничества между Республикой Беларусь и Российской Федерацией[89],
- Почётный член ЧВК «Вагнер» (2017)[90].

### Комментарии
1. ↑  Формальный приказ подписал министр обороны РФ С. К. Шойгу
2. ↑  По другим данным, Андрей Штокал[59].